# Notocoryne cervicornis
Notocoryne cervicornis är en mossdjursart som beskrevs av Hayward och Cook 1979. Notocoryne cervicornis ingår i släktet Notocoryne och familjen Chaperiidae. Inga underarter finns listade i Catalogue of Life.